# L'Exécution de Marie, reine des Écossais
Pour plus de détails, voir Fiche technique et Distribution.
L'Exécution de Mary, reine des Écossais est un film américain réalisé par William Heise, sur une idée d'Alfred Clark, sorti en 1895. Il reconstitue la décapitation de Marie Stuart, reine d'Écosse, condamnée à mort pour haute trahison par sa cousine Élisabeth Ire d'Angleterre, en 1587.
Le réalisateur et l'auteur de ce film imaginent et utilisent pour la première fois au cinéma un effet spécial qu'on appelle arrêt de caméra, qui va faire le bonheur de Georges Méliès. Ce trucage (ou truquage) permet de simuler une décapitation en substituant un mannequin à une actrice. L'historien américain du cinéma Charles Musser dit de ce film qu’il apporte « une innovation remarquable au cinéma ».

## Synopsis
Mary Stuart (interprétée, selon Charles Musser, par Robert Thomae, secrétaire et trésorier de la Kinetoscope Company), s'agenouille devant le bourreau derrière lequel se tiennent des hommes en armes. Elle pose sa tête sur le billot. Le bourreau brandit sa hache, l'abat, la tête roule sur le sol, le bourreau la présente aux spectateurs (la caméra).

## Fiche technique
- Titre original : The Execution of Mary, Queen of Scots
- Titre français : L'Exécution de Mary, reine des Écossais
- Réalisation : William Heise
- Scénario : Alfred Clark
- Production : Edison Manufacturing Company
- Durée : 18 secondes restantes
- Format : 35 mm à double jeu de 4 perforations rectangulaires Edison, noir et blanc, muet
- Date de sortie : 
  - États-Unis : août 1895

## Distribution
- Robert Thomae : Marie Stuart

## Analyse
L’arrêt de caméra se fait en deux temps :
1. Mary Stuart s’agenouille devant le bourreau et pose la tête sur le billot. Le bourreau lève sa hache. À cet instant précis, le directeur de la prise de vue ordonne à tous de s’immobiliser, « reine », figurants, bourreau, se figent dans leur position. William Heise arrête aussitôt le moteur électrique de sa caméra Kinétographe, l’appareil de prise de vues qui a servi à tourner les premiers films du cinéma.
2. Mary Stuart en chair et en os se relève alors et on lui substitue un mannequin portant la même robe et une tête postiche séparable, que l'on dispose à l'identique. Le kinétographe est remis en mouvement, la hache s’abat, la tête postiche roule sur le sol, le bourreau la ramasse et l’exhibe au public. « Après développement du film, il faut supprimer les traces de l’arrêt et du redémarrage de la caméra, ces opérations ayant provoqué à chaque fois sur la pellicule quelques photogrammes surexposés qu’il est nécessaire de couper, puis il faut rassembler par une collure les deux parties utiles de la prise de vues[2]. » Charles Musser montre bien, dans le choix de ses illustrations, la soudure à l’acétone (que les monteurs appellent abusivement « collure ») qui réunit ces deux parties.

Ce truquage, utilisé ici en 1895, a toujours été crédité par erreur au bénéfice de Georges Méliès qui en aurait été l'inventeur en 1896. Le génial « maître de Montreuil », ainsi que le nomme l'historien du cinéma mondial Georges Sadoul, a raconté une anecdote célèbre concernant les circonstances de son « invention », celle de l'omnibus hippomobile bondé, filmé à Paris place de l'Opéra, se transformant en corbillard après une panne technique qui aurait obligé Méliès à interrompre sa première prise de vues pour y remédier sans déplacer l'appareil de prise de vues, et qu'après réparation, il aurait poursuivie, enregistrant l'un derrière l'autre les deux véhicules antithétiques. Méliès ne mentionne pas l'indispensable « collure » et présente l'invention comme un bon tour de prestidigitation découvert accidentellement. Dans les mains d'un illusionniste né tel que Méliès, cette fable merveilleuse est déjà un bon numéro de music-hall. Avait-il vu le film de William Heise ? C'était possible, le Français entretenait avec les cinéastes anglais des rapports d'amitié, et les cinéastes anglais étaient les premiers clients (et aussi les premiers contrefacteurs) des produits Edison, et ils connaissaient et vendaient tous les films de l'Edison Manufacturing Company.
Cette analyse est partagée par un historien et chercheur, François Albera, qui commente ainsi la fable de la substitution omnibus/corbillard : « Un collage était toujours pratiqué dans le cas d’une substitution dite « par arrêt de caméra » (Le Forestier 2002, p. 220). Il paraît donc exclu que l’effet ait pu être découvert à la projection de la bande qui l’aurait enregistré par hasard ! »
Mais William Heise n'a pas renouvelé son expérimentation, alors que Méliès en a fait, on pourrait dire, son fonds de commerce, dont il a repoussé les limites par une inventivité naturelle et une imagination féconde. On est donc tenté de croire à sa légende, peut-être en partie véridique, au détail de la soudure près. En conséquence, il s'agirait de sa part d'une redécouverte de ce trucage.